# Michel Ier Comnène Doukas
Pour les articles homonymes, voir Michel Ier.
Michel Ier Comnène Doukas (en grec : Μιχαήλ Αʹ Κομνηνός Δούκας) fut, après la chute de Constantinople lors de la quatrième croisade, le fondateur de l’État successeur d’Épire, qu’il gouverna de 1205 environ jusqu’à son assassinat en 1215.
Né vers 1170, Michel descendait d’Alexis Ier Comnène et était cousin des empereurs Isaac II et Alexis III Ange. Après avoir été détenu en otage au cours de la troisième croisade, il commença sa carrière comme gouverneur du Thèmede Mylasa et Melanoudion dans les années 1190. Défait après une rébellion contre Alexis III, il fut forcé de s’enfuir chez les Turcs seldjoukides. Après le sac de Constantinople par les croisés, il suivit le marquis Boniface de Montferrat qu’il quitta bientôt pour s’établir en Épire, apparemment après son mariage avec la veuve d’un magnat local.
Son domaine devint rapidement un refuge pour les Grecs qui fuyaient la capitale et un centre de résistance aux Latins. Changeant constamment d’allégeance afin de consolider ses positions, il entreprit des négociations avec le pape Innocent III, puis conclut des traités avec l’Empire latin et la république de Venise. Sa notoriété s’accrut lorsqu’il paya la rançon de l’empereur Alexis III déposé, lequel avait été fait prisonnier par Boniface de Montferrat. 
Sentant son autorité suffisamment affermie et délaissant son alliance avec l’Empire latin, il lança en 1210 une attaque contre le royaume latin de Thessalonique avec l’aide des Bulgares. Celle-ci ayant été repoussée par les forces de l’empereur Henri Ier de Constantinople, il changea à nouveau de camp et s’allia avec ce dernier pour éviter que la ville ne tombe aux mains des Bulgares. En 1212, il conquit la majeure partie de la Thessalie et, en 1213-1214, s’empara de Dyrrachium et de Corfou. Il devait périr assassiné durant son sommeil l’année suivante ; son demi-frère, Théodore Comnène Doukas lui succéda.

## Jeunesse
Michel Ier Comnène Doukas, fréquemment appelé à tort dans les sources modernes Michel Ier Ange, était le fils illégitime du sebastocrator Jean Doukas. Ses grands-parents paternels étaient Constantin Ange et Théodora, une fille de l’empereur Alexis Ier Comnène (r. 1081-1118). L’oncle de Michel, Andronic, était le père des futurs empereurs Isaac II Ange (r. 1185-1195 et 1203-1204) et Alexis III Ange (r. 1195-1203), qui étaient donc ses cousins,. En dépit de ces liens, il n’utilisa jamais le nom de famille « Ange » dont se servent certains universitaires pour le désigner, ainsi que les autres membres de sa dynastie. Les quelques documents que l’on possède de sa main ainsi que quelques sceaux de cuivre portent la mention « Michel Doukas » ou « Michel Comnène Doukas » (Μιχαήλ Κομνηνός ό Δούκας), manifestement pour mettre l’accent sur ses liens avec les maisons respectées des Comnène et des Doukas, plutôt qu’avec les règnes désastreux de la dynastie Ange. Les seules sources médiévales utilisant le nom d’« Ange » en référence à Michel furent écrites par des historiens favorables aux Paléologue (Empire de Nicée) et par conséquent hostiles tant à Michel qu’aux efforts de l’État épirote pour réclamer l’héritage de Byzance,.
On ignore la date de sa naissance. La seule information provient de Nicétas Choniatès qui écrit qu’il était « un jeune homme » en 1201. L’universitaire Konstantinos Varzos situe celle-ci aux environs de 1170. Il apparait dans les textes pour la première fois en date du 14 février 1190 lorsque lui et d’autres membres de la famille impériale furent pris comme otages par Frédéric Barberousse (r. 1152-1190) au cours du passage de la troisième croisade sur le territoire byzantin,. Par la suite, il servit comme gouverneur (doux et anagrapheus) du thème de Mylasa et Melanoudion en Asie Mineure durant les dernières années du règne d’Isaac II ; il avait alors le rang de pansebastos sebastos,. Alexis III le confirma dans la même province, probablement en 1200. Demetrios Polemis, dans son étude sur la famille Doukas, écrit pour sa part qu’il fut confirmé par Alexis IV (r. 1203-1204), mais comme le fait remarquer Varzos, il s’agit manifestement d’une erreur. Pour des raisons qui nous sont inconnues, Michel se rebella contre Alexis III, qui lança une offensive contre lui à l’été 1201 et le défit, forçant Michel à chercher refuge chez le sultan seldjoukide de Roum, Süleyman II Shah (1197-1204). Au service du sultan, il conduisit des razzias sur le territoire byzantin dans la région du fleuve Méandre,.
Selon Geoffroi de Villehardouin, qui participa à la quatrième croisade et rédigea De la Conquête de Constantinople, Michel était présent dans la capitale au moment de la conquête, étant probablement revenu d’exil après la déposition d’Alexis III et la restauration d’Isaac II et de son fils, Alexis IV en 1203-1204. Il entra par la suite au service de Boniface de Montferrat, lequel, après avoir été nommé chef de la quatrième croisade, s’attendait à être élu empereur latin, mais dut se contenter de Thessalonique et de la supervision de la Grèce au moment du partage des dépouilles entre Vénitiens et Croisés. Il suivit Boniface au moment où celui-ci allait s’installer dans son nouveau royaume en septembre 1204. Mais bientôt, il quitta Boniface pour aller s’installer en Épire comme chef de la résistance grecque contre les Latins,.
Région très montagneuse, l’Épire était isolée de la Thessalie par la chaine du Pinde, et de la Macédoine par les Alpes dinariques. Difficile d’accès en raison de son relief, la région n’en contrôlait pas moins les routes terrestres reliant l’Adriatique et Thessalonique, notamment la Via Egnatia des anciens Romains.
On possède peu de renseignements sur les débuts de Michel en Épire. Selon l’hagiographie de sainte Théodora d’Arta écrite au XIIIe siècle, Alexis III aurait nommé Michel gouverneur du Péloponnèse et un certain Senachereim, lié par mariage à Michel (tous deux ayant épousé des cousines rapprochées de la famille Mélissène, gouverneur du thème de Nicopolis en Épire. Lorsque les habitants se rebellèrent contre ce dernier, Senachereim fit appel à Michel qui se hâta de venir au secours de celui-ci, mais pas avant que les citoyens de l’endroit n’eussent tué Senachereim. Michel, lui-même veuf, épousa alors la veuve de Senachereim et lui succéda comme gouverneur,. Bien que cette hagiographie soit entachée de nombreuses erreurs, ces faits sont partiellement corroborés par Villehardouin qui rapporte que Michel épousa la fille d’un magnat local,. Cependant, il est certain que Michel ne fut jamais nommé gouverneur du Péloponnèse ; la référence que l’on trouve à la péninsule dans l’hagiographie a conduit certains universitaires contemporains à identifier Michel Comnène Doukas au Michel qui conduisit les Grecs lors de la bataille de l’oliveraie de Kountouras. Cette hypothèse a été remise en question par Raymond-Joseph Loenertz qui doute que Michel ait décidé de quitter l’Épire pour aller guerroyer dans le Péloponnèse alors que son contrôle de l’Épire était loin d’être assuré et que ce départ aurait pu encourager Boniface de Montferrat à envahir le territoire. Loenertz croit toutefois possible que Michel ait effectivement conduit une autre expédition dans le Péloponnèse, mais quelques années plus tard, soit en 1207-1209 (voir ci-après),.

## Souverain d’Épire
À partir de son quartier général à Arta, Michel étendit graduellement son contrôle sur la majeure partie de l’Épire et de l’Albanie moderne, jetant ainsi les bases d’un territoire autonome s’étendant de Dyrrachium (aujourd’hui Durrës en Albanie) au nord-ouest à Naupacte au sud, et du royaume latin de Thessalonique à l’est jusqu’aux possessions de la république de Venise à l’ouest, ainsi qu’aux empires serbe et bulgare au nord. Ce nouvel État est souvent appelé « despotat d’Épire » par l’historiographie moderne, et on a longtemps pensé que Michel avait été le premier souverain à utiliser le titre de « despote », prenant pour acquis qu’il lui avait été concédé par l’empereur déposé Alexis III après que Michel eut payé sa rançon (voir plus bas),. Les premiers souverains épirotes portèrent plutôt le titre d’arkon (archonte, c'est-à-dire gouverneur ou haut dignitaire) ou simplement de kyrios (seigneur). Parler du « despotat d’Épire » n’est pas exact non plus, le terme de « despote » étant un qualificatif qui s’appliquait au titulaire (généralement un parent très proche de l’empereur) sans impliquer de juridiction géographique. Ni Michel, ni son demi-frère et successeur, Théodore Comnène Doukas, ne portèrent ce titre. Ce fut le fils illégitime de Michel, Michel II Comnène Doukas, qui l’utilisa pour la première fois ; quant à la désignation de l’État d’Épire comme « despotat », le terme est utilisé pour la première fois dans une chrysobulle de 1342,,.

### Rapprochement avec les États latins

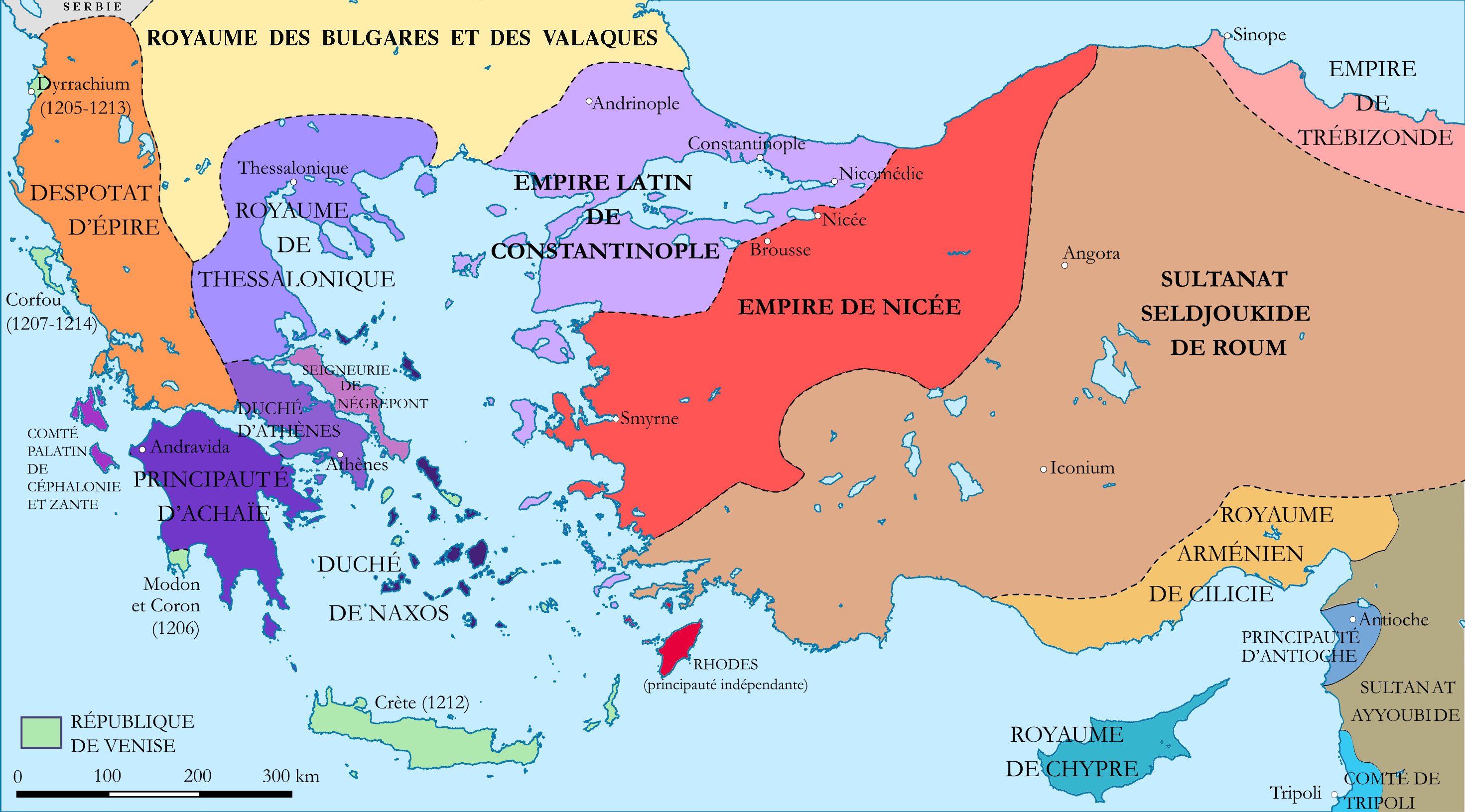
Les États successeurs après la chute de Constantinople et la création de l'Empire latin.

Avec l’Empire de Nicée en Asie Mineure, l’Épire devint le principal centre de la résistance grecque à la domination latine. La première source de préoccupation pour Michel en Grèce continentale était la menace que posaient les États latins et la république de Venise. Lors de la partition de l’Empire byzantin entre les croisés, l’Épire avait été attribué à Venise, mais bien qu’elle ait occupé Dyrrachium en 1205 et l’île de Corfou en 1207, la république maritime n’avait manifesté que peu d’intérêt pour l’intérieur de l’Épire,. Pour se protéger d’une éventuelle attaque latine, Michel entama des pourparlers avec le pape Innocent III, laissant entendre qu’une réunification de l’Église orthodoxe en Épire avec l’Église de Rome pourrait éventuellement se réaliser. Les négociations se poursuivirent, marquées par des hauts et des bas. Dans une lettre du 17 août 1209, le pape demandait à « Michel Comnène de Romanie » de permettre à l’archevêque latin de Dyrrachium de prendre possession des terres qui lui appartenaient sur le territoire de Michel si, comme il l’assurait dans ses lettres, Michel était véritablement le serviteur du pape. Malgré la froideur du ton, la négociation gardait les communications ouvertes tout en permettant de gagner du temps,. Selon Loenertz, il semblerait également qu’à cette époque, Michel soit devenu le vassal du royaume de Thessalonique.
Outre ces manœuvres diplomatiques, il ressort d’une série de lettres envoyées par Innocent III à l’automne 1210 que Michel combattit le prince d’Achaïe, Geoffroi Ier de Villehardouin (r. 1209-1229) et ses barons. Les lettres ne donnent guère plus de détails et les chercheurs modernes y ont vu une référence indirecte à sa conduite des opérations lors de la bataille de l’oliveraie de Kountouras, ou ce qui est plus probable, à une campagne avortée dans le Péloponnèse vers 1207-1209 visant à venir au secours de l’infortuné seigneur d’Argos et de Corinthe, Léon Sgouros, assiégé par les croisés dans la citadelle de l’Acrocorinthe,. Dans le même esprit, certains chercheurs tels que Karl Hopf et Antoine Bon ont identifié un certain Théodore, décrit comme « seigneur d’Argos » et successeur de Sgouros dans la résistance aux croisés, comme étant le demi-frère de Michel, Théodore Comnène Doukas. Mais comme le fait observer Loenertz, non seulement aucune preuve ne vient étayer une telle supposition, mais encore il est de fait que Théodore Comnène Doukas était à ce moment au service du nouvel empereur de Nicée, Théodore Laskaris (r. 1205-1222),.
Enfin, au début 1210, les ambassadeurs de Michel, l’archevêque de Tzerniko, Théodore, et Symeon Kounhales, rencontrèrent le duc vénitien de Dyrrachium, Marino Vallaresso, et négocièrent un traité conclu par serment le 20 juin. Aux termes du traité, Michel acceptait de se reconnaître vassal de Venise, tenant ses terres en fief de la Sérénissime tel que stipulé dans une charte émise par le doge Pietro Ziani (r. 1205-1229). Michel concédait aux Vénitiens des privilèges commerciaux étendus et des exemptions de taxe similaires à celles mentionnés dans la chrysobulle de l’empereur Manuel Ier Comnène (r. 1143-1180) ; de plus, il promettait d’exporter son grain vers Venise et de porter secours en cas de naufrage aux navires vénitiens au large des côtes d’Épire. Enfin, en gage de vassalité, il acceptait de payer au duc vénitien de Venise un tribut annuel de 42 litrai d’hyperpères d’or, en deux versements, ainsi que d’envoyer chaque année deux nappes d’autel de brocard, l’une pour la basilique Saint-Marc de Venise, l’autre pour le pape,.
Ces mêmes années, Michel vit sa légitimité renforcée par le paiement de la rançon de l’empereur Alexis III. Après avoir été déposé par les croisés en juillet 1203, ce dernier ainsi que son épouse, Euphrosyne Doukaina Kamatera, avaient erré en Grèce y cherchant refuge. Un projet d’alliance matrimoniale avec Léon Sgouros avorta lorsque celui-ci dut battre en retraite devant Boniface de Montferrat. Abandonné en Thessalie, Alexis fut capturé par Boniface. L’ex-empereur fut traité honorablement par Boniface, mais les relations entre les deux hommes se détériorèrent rapidement. Les sources diffèrent sur les raisons : selon les unes, Alexis aurait tenté de fuir vers les terres de Michel et aurait été capturé dans sa fuite par les troupes de Boniface ; selon les autres, Boniface aurait commencé à voir dans l’ancien empereur un rival potentiel pour la loyauté des populations grecques. Alexis et son épouse furent alors emprisonnés, à Thessalonique selon les uns, à Montferrat selon les autres,. 
Boniface de Montferrat, qui s’était entretemps réconcilié avec l’empereur latin Henri Ier pour se défendre contre les attaques bulgares, périt dans une embuscade tendue par le tsar bulgare Kalojan (r. 1197-1207) en septembre 1207. Henri profita des luttes intestines qui marquèrent la succession pour marcher contre les barons lombards de Thessalonique qui se disputaient le pouvoir après la mort de Boniface et installer son propre frère Eustace comme régent de Thessalonique au nom du jeune fils de Boniface, Démétrios. Après quoi, il reçut l’hommage des vassaux latins de l’ensemble de la Grèce. Michel proposa alors une alliance à l’empereur. Henri se méfiait des intentions de Michel, mais n’en envoya pas moins une contre-proposition dont les termes impliquaient que Michel se reconnaissait vassal de l’Empire latin. Michel, qui venait de se reconnaître vassal de Venise ou s’apprêtait à le faire, contourna la difficulté en offrant la main de sa fille aînée au frère de l’empereur, Eustace, celle-ci apportant en dot le tiers de ses États,. De plus, Michel paya la rançon du couple impérial aux Latins, obtint leur libération en 1209/1210, et les accueillit à Salagora, le port d’Arta. Michel leur offrit une généreuse hospitalité, mais Alexis ne voulut pas demeurer à Arta. L’empereur voulait reconquérir son trône grâce à l’aide du sultan seldjoukide Kaykhusraw Ier en s’emparant d’abord de Nicée où Théodore Laskaris, en se proclamant empereur, ne dissimulait pas son intention de reprendre Constantinople.  
Laissant son épouse derrière, Alexis fit voile vers l’Asie Mineure avec le demi-frère de Michel, Constantin Comnène Doukas. Sa tentative se termina par un lamentable échec lors de la bataille d'Antioche du Méandre en 1211 ; Théodore Laskaris tua le sultan et fit prisonnier l’empereur. Selon l’hagiographe de sainte Théodora d’Arta, Alexis aurait confirmé au moment de son départ à Michel et à ses successeurs pleine possession de son domaine ; toutefois, la version aragonaise de la Chronique de Morée affirme seulement qu’Alexis aurait fait de Michel son lieutenant à l’ouest. C’est à partir de ces références que certains chercheurs ont déduit qu’Alexis aurait conféré le titre de despote à Michel,. Lucien Stiernon ainsi que Varzos croient que la rançon aurait été payée en 1206/1207, alors que Loenertz considère qu’il s’agit d’une suite du rapprochement de Michel avec les Latins et place la chose plutôt en 1210 alors que les intérêts des Latins leur dictaient de réduire la puissance grandissante de l’Empire de Nicée et auraient coïncidé avec le mariage de la fille de Michel et d’Eustace, frère de l’empereur.

### Expansion territoriale

Le despotat d'Épire de 1205 à 1230.

Michel profita du fait qu’Henri était en train de préparer une offensive contre Nicée pour attaquer Thessalonique. Avec des mercenaires latins, il réussit à s’emparer du constable du royaume et baron de Domokos, le Lombard Amé Buffa, et d’une centaine de ses compagnons. Selon les sources, il aurait traité ses prisonniers avec cruauté, exécutant ou faisant fouetter certains, alors qu’il aurait fait crucifier Buffa, son confesseur et trois autres nobles. Ceci fait, Michel alla conquérir plusieurs forteresses dont il massacra les garnisons, y compris les prêtres qui s’y trouvaient. Horrifié, Henri se lança au secours de Thessalonique, couvrant la distance à partir de Constantinople en douze jours à peine. Pendant ce temps, Michel s’allia avec le souverain bulgare Strez, mais les deux furent défaits par Henri. Il est possible qu’au cours de cette campagne Henri ait reçu l’aide de ses vassaux d’Achaïe, ce qui expliquerait les références dans la correspondance pontificale aux barons d’Achaïe combattant Michel et la supposée expédition épirote dans le Péloponnèse,. L’empereur latin avait commencé à s’emparer de territoires appartenant aux deux alliés, mais dut mettre fin à la campagne précipitamment et rentrer à Constantinople, menacée cette fois par le tsar bulgare Boril. Inquiet des attaques bulgares contre Thessalonique, Michel changea une nouvelle fois de camp et se joignit aux Latins pour défaire les Bulgares à Pelagonia,. On croit généralement que durant ces conflits, Michel mit un terme à son vasselage envers l’Empire latin ; toutefois, l’historien Philip Van Tricht soutient qu’il n’y a aucune preuve documentaire à cet effet et que ledit vasselage pourrait bien s’être perpétué jusqu’en 1217, lorsque le frère de Michel, Théodore, captura le nouvel empereur latin Pierre II de Courtenay à Dyrrachium, alors que celui-ci se dirigeait vers Constantinople pour prendre possession de son empire.
Selon la Chronique de Galaxeidi, Michel serait entré en conflit à un moment entre 1210 et 1214 avec le seigneur latin de Salona, Thomas Ier d’Autremencourt (en). Celui-ci s’étant emparé de quelques iles du golfe de Corinthe, près de Galaxeidi, les habitants appelèrent Michel à l’aide ; dans la bataille qui s’ensuivit, Thomas fut tué et Salona (aujourd’hui Amphissa) fut occupée. L’occupation épirote fut toutefois de courte durée, le fils d’Autremencourt, Thomas II (en), récupérant le territoire de son père. En 1212, les troupes de Michel envahirent la Thessalie et mirent fin à la résistance des nobles lombards de la région. Les Épirotes prirent Larissa, où ils déposèrent l’archevêque latin et rétablirent le métropolite orthodoxe, Velestino, ainsi que le fief de Berthold de Katzenelnbogen, atteignant les rives du golfe Pagasétique près de Démétrias,. Les nouveaux territoires conquis en Thessalie furent confiés au beau-fils de Michel, Constantin Maliasenos (en), comme apanage héréditaire.
Peu après, probablement en 1213, Michel reprit Dyrrachium aux Vénitiens, puis en 1214 Corfou,. On sait très peu de choses sur ces dernières conquêtes, le parti-pris pro-nicéen des historiens byzantins de l’époque ignorant souvent les succès de Michel. Une tradition corfiote lui attribue la construction de la forteresse d’Angelokastro. Michel continua son avancée vers le nord en Albanie et en Macédoine, prenant Kruja et mettant un terme à l’indépendance de la principauté d’Arbanon et de son souverain, Dimitri Progoni (en). Cependant sa tentative de s’emparer de Zeta fut arrêtée par les Serbes à Skadar.

### Mort et héritage
Michel ne put guère profiter de ses succès : il fut assassiné pendant son sommeil en 1214 ou 1215 par un serviteur du nom de Rhomaios. On ignore si ce dernier avait agi seul ou sous les ordres de quelqu’un,. Le seul enfant qui lui survivait étant mineur et de plus illégitime, ce fut son demi-frère, Théodore, qui lui succéda. Ce dernier étant alors au service de l’empereur de Nicée, Michel avait demandé à Théodore Laskaris de lui permettre de regagner l’Épire. Théodore Laskaris acquiesça, moyennant un serment de fidélité à lui-même et à ses successeurs. Aussitôt arrivé en Épire, Théodore Comnène Doukas s’empressa, aux dires de l’hagiographe de sainte Théodora d’Arta, non seulement d’écarter le jeune Michel, mais encore l’envoya ainsi que sa mère en exil au Péloponnèse tout le temps que dura son règne. Théodore s’avéra un souverain énergique, habile à la guerre. Il agrandit progressivement son domaine jusqu’à ce qu’il s’empare de Thessalonique en 1224 où il se fit couronner empereur, s’opposant ainsi à Théodore Laskaris auquel il avait plus tôt juré fidélité. L’empire qu’il avait édifié si rapidement se démembra de sitôt lorsqu’il fut capturé par les Bulgares lors de la bataille de Klokotnitca en 1230 qui permit à Michel II de revenir d’exil et de reprendre le trône de son père.
Michel Ier jeta les bases de ce qui devait devenir le despotat d’Épire et fonda la dynastie des Comnène Doukas qui devait régir l’Épire jusqu’en 1318, lorsque la famille des Orsini prit le pouvoir. Des membres de la même famille gouvernèrent aussi la Thessalie et, pendant un certain temps, revendiquèrent le titre impérial comme souverains de Thessalonique de 1224 jusqu’à sa capture par les forces de Nicée en 1246. Il semble que Michel ait été très populaire auprès de son peuple. Jean Apokaukos, le métropolite de Naupacte, le qualifia de « nouveau Noé » en raison du rôle qu’il joua en accueillant les réfugiés de Constantinople après sa chute aux mains des croisés. Apokaukos loua également son activité dans la remise sur pied et la reconstruction des fortifications de la ville d’Ioannina, laquelle, en son honneur, choisit l’archange Michel comme son patron protecteur.

## Famille
Selon l’hagiographe de sainte Théodora d’Arta, Michel se serait marié deux fois ; on ignore toutefois le nom de son ou de ses épouses. Sa première épouse était une dame de l’aristocratie appartenant à la famille des Mélissène et mourut à une date inconnue. Sa cousine germaine, appartenant également à la famille des Mélissène, épousa le gouverneur de Nicopolis, Senachereim (voir plus haut). Après l’assassinat de ce dernier par les gens de l’endroit, Michel le vengea, assuma le poste de gouverneur et épousa sa veuve. Si l’hagiographie peut être mise en doute, ces faits semblent confirmés par Villehardouin qui fait référence à la fille d’un magnat épirote,. De plus, la seconde épouse de Michel étant cousine au premier degré de sa première épouse, le mariage était nul aux yeux de l’Église et réprouvé par les historiens de l’époque ; il est donc possible que la « concubine » auquel ce dernier se réfère en parlant de la mère de Michel II Comnène Doukas ait été en réalité la deuxième épouse de Michel.
Michel eut cinq enfants, trois de sa première épouse :
- une fille dont on ignore le nom, qui épousa en 1209 Eustace, frère de l’empereur latin Henri de Flandres[62],[63] ;
- Théodora Comnène Doukas, mentionnée brièvement par Dèmètrios Chomatenos en 1216[62],[63] ;
- Constantin Comnène Doukas, mentionné seulement dans le texte latin du traité de Venise où on indique qu’il est le successeur de son père. Il dut mourir en bas âge, certainement avant la mort de Michel[62],[63] ;

et deux de sa seconde épouse, une aristocrate de la famille d'origine arménienne des Sénécherim:
- Marie Comnène Doukas qui maria Constantin Maliasenos[62],[63] ;
- Michel II Comnène Doukas, enfant illégitime qui succéda à son père en 1230 jusqu’à sa mort aux environs de 1268. C’est le premier souverain d’Épire qui porta le titre de « despote »[62],[64].